# Épila
Épila est une commune d’Espagne, dans la province de Saragosse, communauté autonome d'Aragon. Elle appartient à la comarque de Valdejalón

## Personnalités
Le Conde de Aranda, grand militaire et homme d'État de la royauté espagnole, choisit de s'y exilier et y mourut en 1798. Outre les grandes batailles auxquelles il prit part et ses actions politiques, il continua à s'occuper, à la mort de son père, de la manufacture de céramique d'Alcora (Castellon) qu'il modernisa et à laquelle il donna un nouvel élan. Sa modernité n'était pas étrangère à ses relations avec la France (il y fut ambassadeur) et son profond attachement aux idées philosophiques et "laïques" du Siècle des Lumières